# Less than Hero
Less Than Hero (с англ. — «Меньше, чем Герой») — четвёртый эпизод четвёртого сезона мультсериала «Футурама». Североамериканская премьера этого эпизода состоялась 2 марта 2003 года.

## Сюжет
Родители Лилы собираются на один день выбраться на поверхность, а поскольку появление мутантов на поверхности запрещено, их дочь идёт в мэрию, чтобы оформить на них пропуск.
Тем временем Профессор Фарнсворт получает суперколлайдер из πkea, который с трудом собирают Фрай и Лила. После работы их тела в нарывах, и доктор Зойдберг лечит их Чудесным Кремом. Но суперколлайдер взрывается, и профессор отряжает Фрая и Лилу сдать его обратно. По дороге на них нападает разбойник, но друзья побеждают его, обнаружив в себе сверхспособности.
Выясняется, что Чудесный Крем временно делает человека неуязвимым, сверхсильным и позволяет двигаться с огромной скоростью. Товарищам в голову приходит мысль создать команду супергероев, состоящую из Фрая, Лилы и Бендера (он — робот, а потому некоторые сверхспособности у него есть сами по себе). Команда выбирает себе псевдонимы:
- Фрай — Капитан Вчера (Captain Yesterday);
- Бендер — Суперкороль (Super King);
- Лила — Клобберелла (Clobberella, от английского «clobber» — избивать, колошматить).

Новоиспеченная команда громит преступность по всему Новому Нью-Йорку.
В своем обычном виде они приходят в мэрию за пропусками для родителей Лилы. После экстренного телефонного звонка о готовящемся преступлении мэр секретной кнопкой вызывает Команду Новой Справедливости, и друзьям приходится сбежать, чтобы тут же явиться в костюмах супергероев. Мэр сообщает им, что завтра в 9 утра Музей Естественной Истории будет ограблен Звереводом и его бандой дрессированных животных. Они хотят выкрасть бесценный Квантовый Изумруд. Лила договаривается встретиться с родителями в 10 утра у музея.
Зверевод со своей бандой «опаздывают» с ограблением на час. Суперкоманда успешно противостоит попытке украсть Изумруд, и родители Лилы становятся тому свидетелями. Лила не может дать им знать о себе, находясь в костюме супергероя, чтобы не раскрыться, поэтому те, расстроенные, спускаются обратно в канализацию, решив, что их дочь слишком их стесняется на людях, поэтому и не явилась их встретить, как обещала.
Позже Лила спускается в канализацию к родителям, чтобы принести им свои извинения, но те слишком обижены и огорчены, поэтому Лиле приходится показать своё второе «геройское» лицо.
Хвастовство Морриса случайно раскрывает личности суперкоманды Звереводу, и тогда он похищает родителей Лилы, вынуждая их украсть для него пресловутый Изумруд. У команды заканчивается тюбик с «Чудесным Кремом», и они снова становятся обычными. Друзья грабят музей, приносят негодяю драгоценность, а тот освобождает родителей Лилы.

## Оценки
Во время первого показа эпизод получил рейтинг Нильсена 5.0/9.
Зак Хэндлин в своей рецензии на сайте The A.V. Club лестно отозвался об эпизоде, присудив ему оценку A (с англ. — «отлично»).